# George McCluskey
Pour les articles homonymes, voir McCluskey.
George McKinley Cassidy McCluskey (né le 19 septembre 1957 à Hamilton dans le South Lanarkshire en Écosse) est un joueur de football écossais.

## Biographie
Évoluant au poste d'attaquant, il a joué en Angleterre et surtout en Écosse dont notamment au Celtic FC. 
En Angleterre, il a évolué à Leeds United. 
Il a fini meilleur buteur de la Scottish Football League Premier Division lors de la saison 1981–82.

## Palmarès
Celtic FC
- Champion du Championnat d'Écosse de football (4) :
  - 1977, 1979, 1981 & 1982.
- Vice-champion du Championnat d'Écosse de football (3) :
  - 1976, 1980 & 1983.
- Meilleur buteur du Championnat d'Écosse de football (1) :
  - 1982: 21 buts.
- Vainqueur de la Scottish Cup (3) :
  - 1975, 1977 & 1980.